# Теруель (провінція)
Теруе́ль (ісп. Teruel, ісп. вимова: [teˈɾwel], Терве́ль) — провінція на сході Іспанії у складі автономного співтовариства Арагон. Вона межує з провінціями Таррагона, Кастельйон, Валенсія, Куенка, Гвадалахара і Сарагоса. Адміністративний центр — місто Теруель.
Площа провінції — 14 810 км². Населення — 146 751 особа, з них чверть живе у столиці провінції; густота населення — 9,91 особи/км². Адміністративно поділяється на 236 муніципалітетів, більша частина яких являють собою невеликі села з населенням менше 200 осіб.